# Козино (городской округ Красногорск)
Козино — деревня в Московской области России. Входит в городской округ Красногорск.

## География
Деревня расположена в северо-западной части городского округа на границе с городским округом Истра, в 6 километрах на северо-запад от города Красногорск. В 4,5 километрах на юго-запад проходит Волоколамское шоссе.

## История
В XV—XVI веках село Козино Московского уезда принадлежало боярскому роду Бельских. В XVI веке Козино было владением Димитрия Феодоровича Бельского. Его сын — князь Иван Дмитриевич передал село в собственность монастырю, где оно более 200 лет числилось во владении.
В 1584 году в Козино уже существовала деревянная клетская церковь с редким престолом во имя святителя Иоанна Златоуста. Во время польско-литовской интервенции, когда большинство деревянных храмов было уничтожено и осквернению, храм в селе уцелел. В 1644 году была построена новая деревянная церковь.
В конце XVIII века при Екатерине II сельская земля стала государственной. В 1866 году был построен каменный храм с колокольней. Во время Великой Отечественной войны стены храма участвовали в обороне Москвы. В храме находился опорный пункт генерала Белобородова. Битва проходила в деревне Нефедьево, примерно в 3 километрах от храма. В 1960-х годах храм взорвали. Оставшиеся стены растащили по домам.
С 2005 до 2017 года деревня входила в городское поселение Нахабино Красногорского муниципального района.

## Население
| 2002 | 2006 | 2010 |
| ---- | ---- | ---- |
| 507  | →507 | ↗595 |

## Транспорт
Остановки общественного транспорта:
- «Козино»
- «Козино-2»

Маршруты автобусов:
- 12к — «Станция МЦД Нахабино — Нефедьево» (ООО «Попутчик»). 1 июня 2022 года маршрут был запущен частной транспортной компанией для разгрузки автобусов 29-го маршрута.

- 29 — «Станция МЦД Нахабино — Нефедьево» (Мострансавто). Проходит через деревни Нефедьево, Козино, Желябино и делает две остановки в Нахабино.
- 35 — «Станция МЦД Павшино — Нефедьево» (Мострансавто). Проходит через большую часть Красногорска.

Через населённый пункт проезжает школьный автобус, перевозящий учащихся МБОУ Нахабинская СОШ № 3 с УИОП до образовательного учреждения и обратно.